# Todd Eldredge
Todd James Eldredge (* 28. August 1971 in Chatham, Massachusetts) ist ein ehemaliger US-amerikanischer Eiskunstläufer, der im Einzellauf startete. Er ist der Weltmeister von 1996.
Im Alter von fünf Jahren kaufte sich Eldredge Eishockeyschlittschuhe, aber wechselte innerhalb von zwei Wochen zu Eiskunstlaufschlittschuhen, weil er springen und sich drehen wollte. Mit zehn Jahren ging er von zu Hause weg, um bei Richard Callaghan zu trainieren.  
1988 wurde Eldredge Juniorenweltmeister. Seinen ersten von insgesamt sechs Titeln bei den US-amerikanischen Meisterschaften gewann er 1990. 1991 stand er bei einer Weltmeisterschaft zum ersten Mal auf dem Podium. Er gewann Bronze hinter Kurt Browning und Wiktor Petrenko. Seine ersten Olympischen Spiele 1992 beendete er als Zehnter. 1995 wurde er Vize-Weltmeister hinter Elvis Stojko. Ein Jahr später, bei der Weltmeisterschaft in Edmonton holte er seinen einzigen Weltmeisterschaftstitel. In den nächsten beiden Jahren wurde er Vize-Weltmeister, das erste Mal erneut hinter Elvis Stojko und das zweite Mal hinter dem aufstrebenden Alexei Jagudin. Eine olympische Medaille verpasste er 1998 in Nagano als Vierter nur knapp. Nach zwei Jahren ohne Wettkampf kehrte er 2001 zurück und gewann mit Bronze seine letzte Weltmeisterschaftsmedaille. 2002 bestritt er seine dritten und letzten Olympischen Spiele. Er wurde Sechster. Danach beendete er seine lange Karriere und tourte mit Stars on Ice. 2008 wurde er in die nationale Hall of Fame aufgenommen. 
Er heiratete Megan McCrea am 3. September 2005 in St. Petersburg, Florida, betrachtet sich aber, wie er in einem Interview am 1. März 2009 bekanntgab, als geschieden.

## Ergebnisse

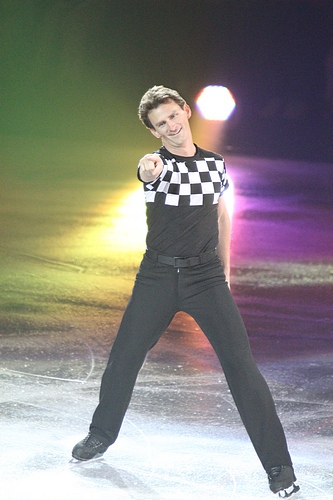
Eldredge bei Stars on Ice, 2010

Nach 1993
| Wettbewerb / Jahr                | 1994 | 1995 | 1996 | 1997 | 1998 | 1999 | 2000 | 2001 | 2002 |
| -------------------------------- | ---- | ---- | ---- | ---- | ---- | ---- | ---- | ---- | ---- |
| Olympische Winterspiele          |      |      |      |      | 4.   |      |      |      | 6.   |
| Weltmeisterschaften              |      | 2.   | 1.   | 2.   | 2.   |      |      | 3.   |      |
| US-amerikanische Meisterschaften | 4.   | 1.   | 2.   | 1.   | 1.   |      |      | 2.   | 1.   |

Vor 1993
| Wettbewerb / Jahr                | 1984 | 1985 | 1986 | 1987 | 1988 | 1989 | 1990 | 1991 | 1992 | 1993 |
| -------------------------------- | ---- | ---- | ---- | ---- | ---- | ---- | ---- | ---- | ---- | ---- |
| Olympische Winterspiele          |      |      |      |      |      |      |      |      | 10.  |      |
| Weltmeisterschaften              |      |      |      |      |      |      | 5.   | 3.   | 7.   |      |
| Juniorenweltmeisterschaften      |      |      | 5.   | 2.   | 1.   |      |      |      |      |      |
| US-amerikanische Meisterschaften | 1. N | 1. N | 5. J | 1. J | 8.   | 5.   | 1.   | 1.   |      | 6.   |

- N = Novice; J = Junioren